# Théoden
Théoden är en fiktiv romanfigur i J.R.R Tolkiens böcker om Härskarringen. Han var den sjuttonde konungen över landet Rohan i den fiktiva världen Midgård. Han var far till Théodred och fosterfar till sina syskonbarn Éomer och Éowyn. Han var den sista kungen av den andra raden i den kungliga ätten Eorl.